# Premios Hugo
Los Premios Hugo (en inglés: Hugo Awards) son un conjunto de galardones otorgados anualmente a las mejores obras de ciencia ficción o —en menor medida— fantasía publicadas durante el año natural previo, así como a otros méritos relacionados con dichos géneros alcanzados durante el mismo periodo de tiempo. Los Premios reciben su nombre en honor a Hugo Gernsback, inventor del propio término "ciencia ficción" y fundador de la revista pionera en el género Amazing Stories. Hasta el año 1992, eran oficialmente conocidos como Science Fiction Achievement Awards, pero dicha denominación se abandonó en favor de la más ampliamente usada de Hugo. La organización y supervisión corre a cargo de la Sociedad mundial de ciencia ficción (WSFS), organizadora de la Convención mundial de ciencia ficción (Worldcon), en cuyo seno la ceremonia de entrega ocupa un lugar prominente. Los primeros fueron otorgados en 1953 durante la 11.ª Worldcon y han sido puntualmente entregados todos los años, en concreto, 1955. Las categorías a las que se entregan han ido cambiando a lo largo de su historia; en la actualidad, existen 17 categorías diferentes, entre las que destacan las dedicadas a obras literarias de ficción (novelas, novelas cortas, relatos y relatos corto) y presentaciones dramáticas (en formato largo y formato corto).
Los Premios Hugo han sido calificados como "uno de los mayores honores que se pueden alcanzar en literatura de ciencia ficción y fantasía".Las obras que han recibido un Hugo han sido publicadas en colecciones exclusivas y es habitual que se mencione el Premio en las cubiertas de las obras ganadoras por motivos promocionales.

## Premio
La Sociedad Mundial de Ciencia Ficción (WSFS) otorga cada año los premios Hugo a las mejores obras de ciencia ficción o fantasía publicadas durante el año previo, así como a otros méritos relacionados. Los premios reciben su nombre en honor a Hugo Gernsback, fundador de la revista de ciencia ficción pionera Amazing Stories y que está considerado uno de los "padres" del género. Las obras son elegibles para el premio si han sido publicadas en idioma inglés durante el año natural previo al de la entrega del mismo. No hay reglas definidas sobre cuáles se consideran obras de ciencia ficción o de fantasía, y la decisión sobre la elegibilidad queda en manos de los votantes más que en las del comité organizador. Los candidatos finalistas —históricamente denominados "nominados"— y los ganadores finales de los premios Hugo son elegidos por los miembros asistentes o afiliados a la Convención Mundial de Ciencia Ficción (Worldcon), constituyendo la ceremonia de entrega de los galardones su acto central. El proceso de selección, definido junto con el resto de las reglas de los premios en la constitución de la WSFS, consiste en una votación mediante segunda vuelta instantánea, con cinco candidatos finalistas —a veces más en caso de empates— en una primera vuelta compitiendo en cada categoría. Existen más de una docena de categorías distintas de las cuales las más conocidas son las que premian a obras literarias (novelas, cuentos, …) y dramáticas (películas, …).

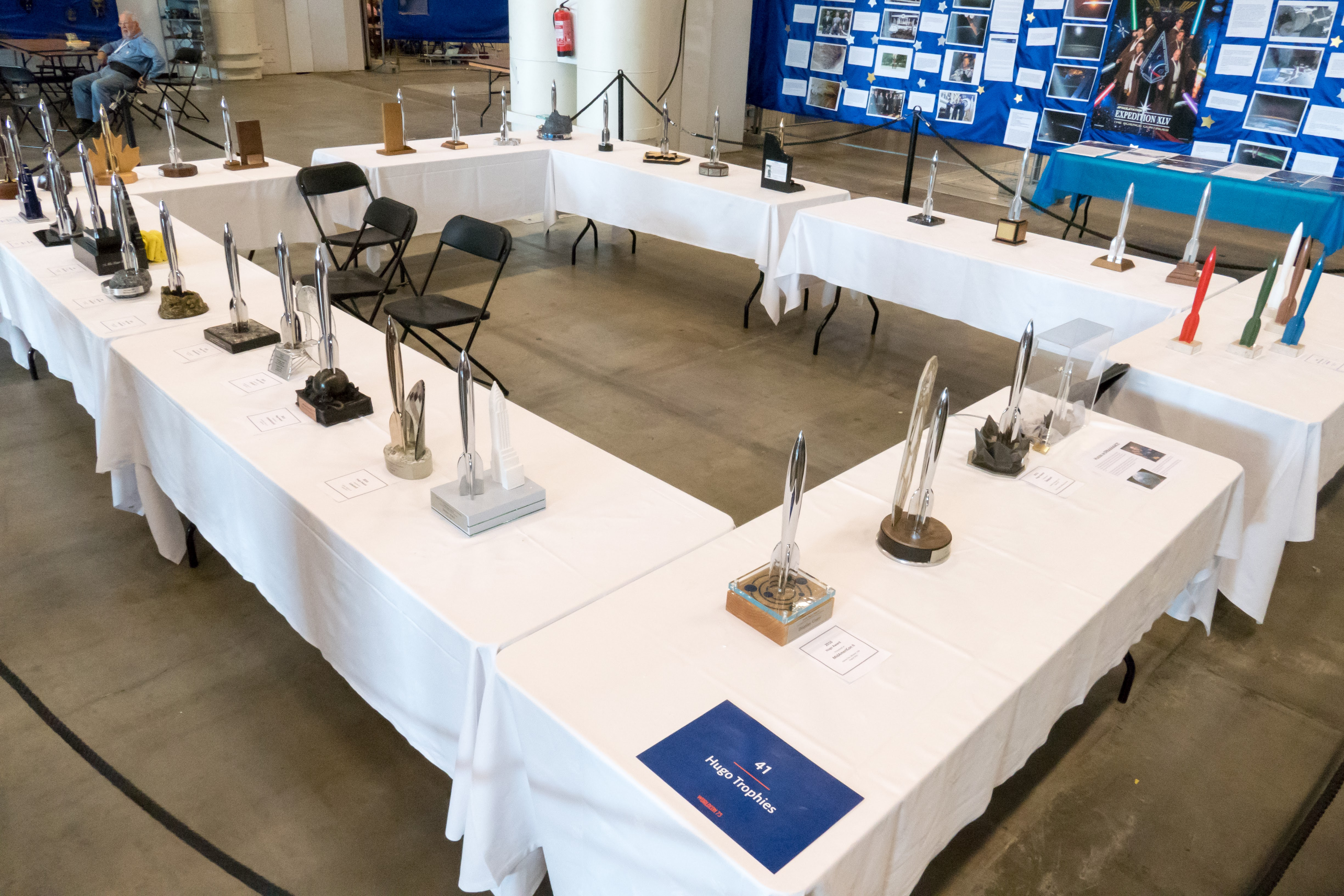
Trofeos de los Premios Hugo de diversos años exhibidos en la Worldcon de Helsinki (2017).

Un votante siempre tiene la posibilidad de elegir la opción "no premio" en cualquier categoría si considera que ninguno de los candidatos finalistas es digno del premio, o si considera que la categoría debería ser abolida por completo. También se interpreta que los votos "no premio" en posiciones que no son la primera significan que el votante cree que los candidatos por encima del mismo son dignos del Hugo en esa categoría mientras que aquellos por debajo no lo son.
La idea de celebrar una entrega premios en las Worldcons al estilo de los Premios Óscar fue originalmente propuesta por Harold Lynch para la convención de 1953. El nombre "Hugo" fue propuesto por Robert A. Madle. El trofeo que se entregó originalmente a cada ganador fue creado en 1953 por Jack McKnight y Ben Jason basándose en el diseño que adornaba el capó del Oldsmobile 88, y consistía en un cohete espacial de acero inoxidable con aletas sobre una base de madera. Cada trofeo subsiguiente, con la excepción del de 1958, ha sido similar al diseño original. En 1984 el trofeo fue formalmente rediseñado, y desde entonces solo la base del trofeo ha cambiado cada año. No hay ninguna remuneración monetaria o de otro tipo asociada a un premio Hugo aparte del trofeo.

### Retro Hugos
Los premios Hugo retrospectivos, o Retro Hugos, se crearon a mediados de la década de 1990. Estos premios se entregan en Worldcons celebradas 50, 75, o 100 años después de una Worldcon en la que no se entregaron premios Hugo, como es el caso de las convenciones de 1939 a 1941, 1946 a 1952 y 1954, y se otorgan a obras que habrían sido elegibles en dicho año —de haberse organizado el premio—, mediante el mismo proceso por el que se elige un Hugo normal. En 2016 la WSFS realizó un cambio en la normativa por la cual se permitían organizar Retro Hugos para el lapso comprendido entre 1942 y 1945 a pesar de no haberse celebrado la convención durante esos años (debido a la Segunda Guerra Mundial). Los Retro Hugos han sido entregados en seis ocasiones: en 1996, 2001, y 2004 para convenciones celebradas 50 años antes, y en 2014, 2016 y 2017 para convenciones celebradas 75 años antes. En otras seis Worldcons que podrían haber organizado estos premios en 1997-2000, 2002 y 2015 se decidió no otorgarlos. Las convenciones de 2018 y 2019 entregarán los Retro Hugos correspondientes a los años 1943 y 1944 respectivamente.

## Historia

### Década de 1950
Los premios Hugo se otorgaron por primera vez en la 11.ª Worldcon celebrada en Filadelfia en 1953, en la que se entregaron los galardones en siete categorías diferentes. Esta primera entrega había sido concebida como un acontecimiento especial, aunque los organizadores esperaban que se repitiera en futuras convenciones. Por entonces cada Worldcon era un evento independiente de las demás, completamente bajo el control de su respectivo comité y sin ninguna regla u organización entre años. Así que no existía ningún mandato que obligara a las futuras convenciones a volver a organizar los premios, ni tampoco unas reglas establecidas sobre cómo hacerlo.
Esto supuso que en la Worldcon de 1954 no fueran entregados los premios. Sin embargo, la Worldcon de 1955 volvió a introducirlos, y desde entonces hasta el presente cada Worldcon ha celebrado un acto de entrega de los premios Hugo del año correspondiente, convirtiéndose en una de las tradiciones más importantes de estas reuniones. Por entonces el galardón se denominaba "Premio Anual a los Logros en el campo de la Ciencia Ficción" (Annual Science Fiction Achievement Award en el original en inglés), aunque entre los aficionados era conocido por el apelativo de "Premio Hugo". Este apodo fue finalmente aceptado como nombre alternativo oficial en 1958, y desde 1992 adoptado como el nombre oficial del premio.
En 1959, aunque todavía no había directrices formales que gobernaran los premios, se establecieron varias reglas que se han convertido en tradiciones. Entre ellas se incluye el realizar dos rondas de votaciones, la primera a principios del años para seleccionar los candidatos que compiten por el premio —los nonimados— y la segunda ya en la convención para elegir al ganador definitivo de entre dichos candidatos. También se estableció la elegibilidad de las obras a aquellas publicadas durante el año natural previo (de 1 de enero a 31 de diciembre) en vez de la regla anterior del "año precedente". Otra regla tradicional establecida entonces fue la que permitía a los votantes elegir "no premio" como una opción de voto válida, la cual ganó aquel año en dos categorías: Mejor presentación dramática y Mejor autor novel. El cambio en el periodo de obras elegibles además obligó a crear una regla adicional prohibiendo la nominación de obras que ya lo habían sido en los premios 1958, ya que ambos periodos se solapaban.

### Década de 1960
En 1961, tras la formación de la Sociedad Mundial de Ciencia Ficción (WSFS) con el propósito de supervisar los comités de las Worldcon, quedaron establecidas reglas formales en la constitución de la asociación sobre los premios. La celebración de los mismos se convertía en obligatoria y responsabilidad de cada comité organizador de una Worldcon. A la hora de decidir el ganador las reglas limitaban el derecho a voto a los miembros participantes en la convención de ese año, mientras que permitía a cualquiera votar para elegir la lista de nominados. A partir de 1963 la elección de los nominados también se restringió a los miembros de la convención de dicho año o del año previo. Las reglas también especificaban las categorías en las que se otorgaban galardones, las cuales solo podría ser cambiadas por la junta directiva de la WSFS. Las categorías inicialmente establecidas fueron Mejor novela, Mejor ficción breve (cuentos, en su acepción más amplia), Presentación dramática, Revista profesional, Artista profesional y Mejor fanzine (revista amateur). El año 1963 fue también la segunda ocasión en la que la opción "no premio" resultó la ganadora en una categoría, de nuevo en la de Mejor presentación dramática.
En 1964 se cambiaron las reglas para permitir que un comité de una convención pudiera crear categorías adicionales para dicho año, hasta un máximo de dos. Estos premios adicionales eran considerados como Hugos oficiales, pero no existía la obligación de entregarlos en convenciones futuras. Más tarde se redujo a solo una categoría adicional. Aunque a lo largo de los años se han entregado varios de estos premios adicionales, poquísimas categorías han repetido en más de una ocasión.
En 1967 se añadieron las categorías de Mejor relato ("Best Novelette" en el original) —que había existido brevemente con anterioridad al establecimiento de las reglas—, Escritor amateur y Artista amateur, y el año siguienta la de Mejor novela corta ("Best Novella" en el original). Estas nuevas categorías además clasificaban sin ambigüedades cada una de las obras basándose en su extensión (número de palabras), en vez de dejar como hasta entonces la clasificación en manos de los votantes. Los premios a no profesionales (amateurs) habían sido originalmente concebidos para entregarse separadamente de los Hugos (con lo que el premio al Mejor fanzine hubiera perdido su estatus), pero el comité organizador de la convención decidió en cambio reconvertirlos todos a premios Hugo regulares.

### Década de 1970
Aunque tradicionalmente se habían seleccionado cinco obras como nominadas en cada categoría a partir de las candidaturas propuestas, no fue hasta 1971 que esta regla fue establecida formalmente, incluyendo además la resolución de los empates. En 1973, la WSFS eliminó la categoría de Mejor revista profesional y la sustituyó por la de Mejor editor profesional con el objeto de reconocer "la creciente importancia de las antologías originales".
Después de aquel año las normas del premio se modificaron de nuevo con el fin de eliminar la lista de premios obligatorios que se debían entregar y en su lugar permitir hasta diez categorías a escoger por cada convención, aunque se esperaba que fueran similares a las otorgadas en años previos. A pesar de este cambio, no se añadió ninguna categoría nueva o eliminó una existente antes de que en 1977 las reglas cambiaran de nuevo y se volviera al antiguo sistema de una lista cerrada de categorías. Tanto 1971 como 1977 registraron victorias de la opción "no premio" en la categoría de Mejor presentación dramática por tercera y cuarta vez; esta circunstancia no se repetiría en ninguna categoría hasta 2015.

### Décadas de 1980 y 1990

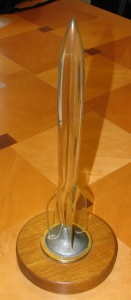
Trofeo del Premio Hugo del año 1991.

En 1980 se añadió a los Premios la categoría de Mejor libro de no ficción (más tarde rebautizada como Mejor trabajo relacionado), seguida en 1984 por una categoría para la Mejor semiprozine (revista semi-profesional). En 1983, Charles Platt y otros animaron a los miembros de la Iglesia de la Cienciología a votar en bloque en favor de la novela Battlefield Earth, escrita por el fundador de la organización L. Ron Hubbard. A pesar de ello la candidatura no consiguió entrar en la lista final de nominados. En 1987 otra campaña en favor de otra novela de Hubbard consiguió que ésta entrara en la votación final, pero la obra acabó recibiendo menos votos que "no premio". En 1989 "The Guardsman" de Todd Hamilton y P. J. Beese fue retirada de la votación final por sus propios autores después de que se descubriera que una seguidora había comprado numerosos pases de asistencia a la convención bajo nombres falsos para conseguir que la obra entrara en la papeleta.
En 1990 el premio a la Mejor obra artística original fue incluido como el Hugo especial de dicho año, y también formó parte de la lista de premios de 1991, aunque de hecho no fue entregado, y posteriormente se estableció como un premio Hugo oficial. Fue eliminado de la lista de premios oficiales en 1996, y desde entonces no ha vuelto a aparecer en la misma. Los premios Retro Hugo se crearon a mediados de la década de 1990, y los primeros fueron entregados en 1996.

### Desde el año 2000

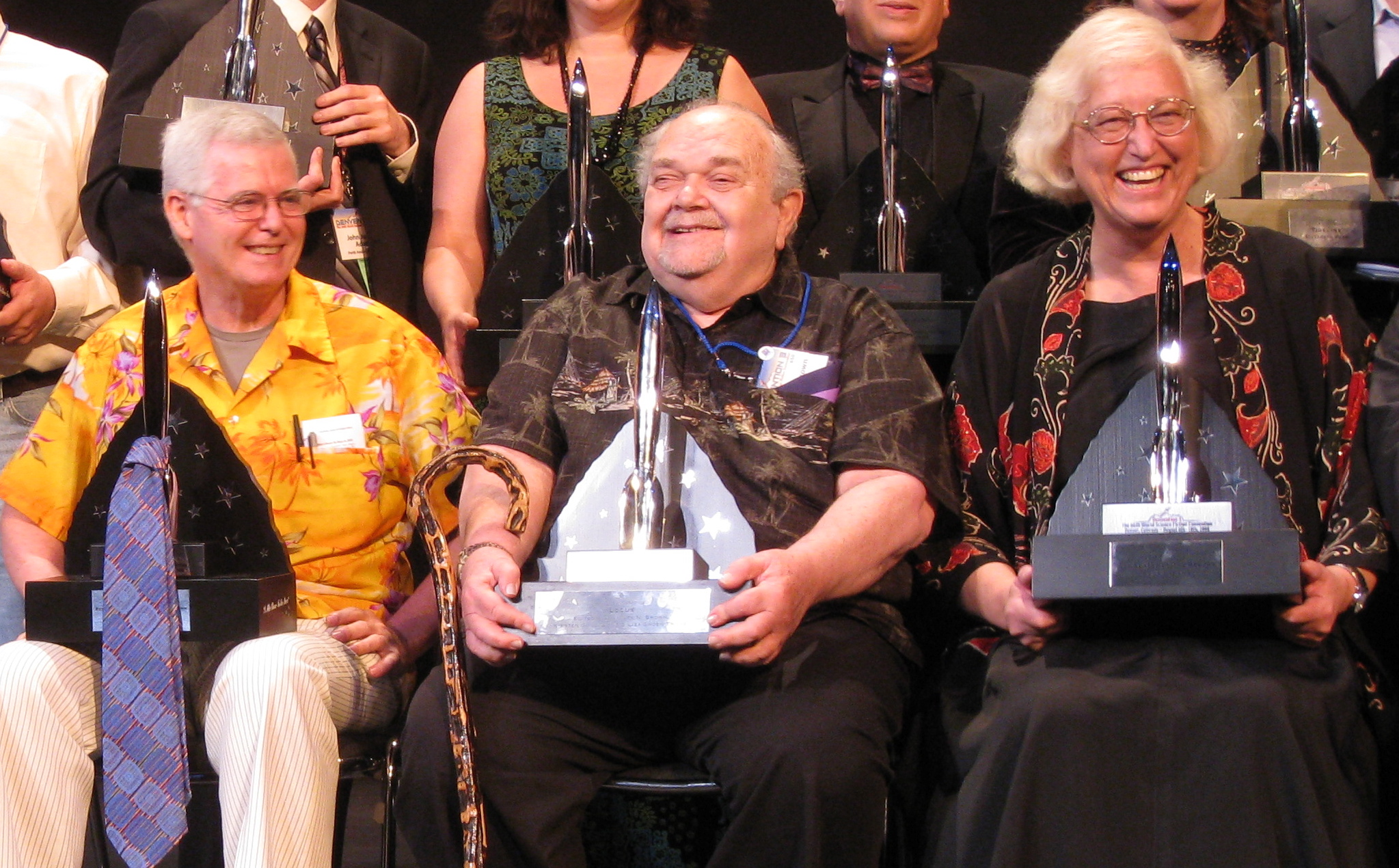
David Hartwell, Charles N. Brown y Connie Willis posan con los Premios Hugo del año 2008.

En el año 2003, el premio a la Mejor presentación dramática se dividió en dos categorías distintas; Formato largo y Formato corto.Lo mismo con la categoría de Mejor editor profesional en el año 2007. En el año 2009, se añadió la categoría de Mejor historia gráfica. El cambio más reciente en las categorías premiadas se realizó en el año 2012 cuando se incorporó el Premio a Mejor fancast.
En el año 2013, un grupo de escritores y aficionados a la ciencia ficción autodenominados "Sad Puppies" organizaron una campaña de votación en bloque en la selección de los finalistas a los Premios Hugo de dicho año. Según sus organizadores la campaña era una reacción a los finalistas y ganadores "minoritarios, académicos y abiertamente izquierdistas" y una oposición a convertirlo en "un Premio de discriminación positiva" en el que se preferían autores, personajes mujeres y no blancos. La campaña se repitió durante las nominaciones del año 2014. En el año 2015, junto con un segundo grupo con similares objetivos denominado "Rabid Puppies", consiguieron copar con sus candidatos las listas de finalistas en la mayoría de las categorías.En respuesta, cinco candidatos declinaron su nominación antes de anunciarse los resultados de la primera votación de nominados y, por primera vez en la historia de los Premios, dos después de haberse realizado la misma.La escritora ganadora de múltiples Hugos Connie Willis declinó presentar la ceremonia de los Premios.El periódico inglés The Guardian describió las candidaturas como un "golpe orquestado" por grupos de "extrema derecha".En todas las categorías excepto de Mejor presentación dramática en formato largo, la opción "no Premio" quedó por encima de cualquiera de las candidaturas apoyadas por estos dos grupos y resultó la ganadora en las cinco categorías en las que solo había finalistas presentados por ellos.

## Categorías
| Categorías actuales                                          | Año de comienzo | Descripción actual |
| ------------------------------------------------------------ | --------------- | --- |
| Mejor novela                                                 | 1953            | Obras de ficción de 40.000 palabras o más. |
| Mejor novela corta                                           | 1968            | Obras de ficción de entre 17.500 y 40.000 palabras. |
| Mejor relato                                                 | 1955            | Obras de ficción de entre 7500 y 17.500 palabras. |
| Mejor relato corto                                           | 1955            | Obras de ficción de menos de 7500 palabras. |
| Premio Hugo a la mejor saga                                  | 2017            | Obras de ficción que consten de al menos tres trabajos con un total de al menos 240 000 palabras, con por lo menos uno de ellos publicado o traducido al inglés durante el año calendario anterior. |
| Mejor libro de no ficción                                    | 1980            | Obras que no son de ficción o que son notables por otras razones aparte del texto de ficción. |
| Mejor historia gráfica                                       | 2009            | Obras en formato gráfico. |
| Mejor presentación dramática (formato largo y formato corto) | 1958            | Producciones, dramáticas, divididas desde 2003 entre obras de duración mayor o menor que 90 minutos.                                                                                                |
| Mejor semiprozine                                            | 1984            | Revistas semi-profesionales. |
| Mejor fanzine                                                | 1955            | Revistas no profesionales. |
| Mejor editor profesional (formato largo y formato corto)     | 1973            | Editores de obras escritas, divididos desde 2007 entre editores de novelas y editores de revistas y antologías.                                                                                     |
| Mejor artista profesional                                    | 1953            | Artistas profesionales. |
| Mejor artista aficionado                                     | 1967            | Artistas no profesionales. |
| Mejor escritor aficionado                                    | 1967            | Escritores no profesionales. |
| Mejor fancast                                                | 2012            | Fanzines en formato audiovisual (pódcast, videocasts, ...) |

| Categorías descontinuadas              | Año de comienzo | Descripción                                                                             |
| -------------------------------------- | --------------- | --------------------------------------------------------------------------------------- |
| Mejor revista profesional              | 1953-1972       | Revistas profesionales.                                                                 |
| Mejor artista de portadas              | 1953            | Artistas de portadas para libros y revistas.                                            |
| Mejor ilustrador interior              | 1953            | Artistas de ilustraciones dentro de revistas.                                           |
| Excelencia en artículos factuales      | 1953            | Autores de artículos factuales.                                                         |
| Mejor escritor o artista novel de CF   | 1953            | Artistas o escritores noveles.                                                          |
| Personalidad fan n.º 1                 | 1953            | Seguidor favorito.                                                                      |
| Mejor escritor de artículos destacados | 1956            | Escritores de artículos destacados de revistas.                                         |
| Mejor reseñador de libros              | 1956            | Escritores de reseñas de libros.                                                        |
| Escritor novel más prometedor          | 1956            | Autores noveles.                                                                        |
| Excepcional Actifan                    | 1958            | Seguidor favorito.                                                                      |
| Mejor escritor novel                   | 1959            | Escritores noveles.                                                                     |
| Mejor editor de libros de CF           | 1964-1969       | Editores de libros.                                                                     |
| Mejor serie de todos los tiempos       | 1966            | Colección de obras.                                                                     |
| Otras formas                           | 1988            | Obras de ficción impresas que no son novelas, novelas cortas, relatos o relatos cortos. |
| Mejor obra artística original          | 1990, 1992-1996 | Obras de arte.                                                                          |
| Mejor sitio web                        | 2002, 2005      | Sitios web.                                                                             |

Los únicos Premios establecidos en la constitución de la WSFS que ya no existen son de las categorías de Mejor revista profesional y Mejor obra artística original. Los comités de Worldcon también han otorgado a veces Premios especiales durante la ceremonia de los Hugo sin que se realizara un proceso de votación previo. Estos Premios, a diferencia de las categorías adicionales que un comité de Worldcon puede proponer, no son Premios Hugo oficiales y no utilizan el mismo trofeo que los demás, aunque en una ocasión se hizo. El Premio John W. Campbell Memorial al mejor escritor novel también se entrega durante la ceremonia de los Hugo y se vota mediante el mismo proceso, pero no es formalmente un premio Hugo.